# Zlatopoljščica
Zlatopoljščica je potok, ki izvira severno od naselja Trnjava v Črnem grabnu in se združi s tokom potoka Lokovec. Lokovec se izliva v reko Radomlja, ta pa nadalje v Račo in v Kamniško Bistrico. 